# Mokry Las (Siemkowice)
Mokry Las – część wsi Siemkowice w Polsce, położona w województwie łódzkim, w powiecie pajęczańskim, w gminie Siemkowice.
W pobliżu znajduje się leśny rezerwat przyrody „Mokry Las”.
W latach 1975–1998 Mokry Las administracyjnie należał do województwa sieradzkiego.